# Anthurium pilonense
Anthurium pilonense är en kallaväxtart som beskrevs av Raulino Reitz. Anthurium pilonense ingår i släktet Anthurium och familjen kallaväxter. Inga underarter finns listade.